# Aleksandr Viktorenko
Aleksandr Stepanovitch Viktorenko (en russe : Александр Степанович Викторенко) est un cosmonaute soviétique puis russe né le 29 mars 1947 à Olguinka en RSS kazakhe (Union soviétique) et mort le 10 août 2023.

## Biographie
Aleksandr Viktorenko est choisi en tant que cosmonaute le 23 mars 1978, dans le 7e groupe militaire (TsPK-7).
Il est à la retraite depuis le 30 mai 1997.

## Vols réalisés
Aleksandr Viktorenko a volé en tant que commandant sur :
- Soyouz TM-3. Le 22 juillet 1987, Viktorenko s'envole en direction de Mir, en tant que membre de l'expédition Mir EP-1. Il revient sur Terre le 30 juillet 1987 à bord de Soyouz TM-2.
- Soyouz TM-8. Le 5 septembre 1989, il s'envole en direction de Mir, en tant que membre de l'expédition Mir EO-5. Il revient sur Terre le 19 février 1990.
- Soyouz TM-14. Le 17 mars 1992, il s'envole en direction de Mir, en tant que membre de l'expédition Mir EO-11. Il revient sur Terre le 10 août 1992.
- Soyouz TM-20. Le 3 octobre 1994, il s'envole en direction de Mir, en tant que membre de l'expédition Mir EO-17. Il revient sur Terre le 22 mars 1995.